# Hypericum dyeri
Hypericum dyeri är en johannesörtsväxtart som beskrevs av Alfred Rehder. Hypericum dyeri ingår i släktet johannesörter, och familjen johannesörtsväxter. Inga underarter finns listade i Catalogue of Life.